# Inaba Yoshimichi
Inaba Yoshimichi est un nom japonais traditionnel ; le nom de famille (ou le nom d'école), Inaba, précède donc le prénom (ou le nom d'artiste).
Inaba Yoshimichi (稲葉 良通, 1515-5 janvier 1589), aussi appelé Inaba Ittetsu (稲葉 一鉄), est un samouraï de la période Sengoku du Japon.
Yoshimichi fait partie du « triumvirat Mino » (西美濃三人衆, Nishi Mino sanninshū), en compagnie d'Andō Michitari et Ujiie Bokuzen. En 1547, les trois s'accordent à rejoindre les forces d'Oda Nobunaga.
Il était présent à la bataille d'Anegawa en 1570 et a transféré sa loyauté à Hideyoshi après la mort de Nobunaga.

## Source de la traduction
- (en) Cet article est partiellement ou en totalité issu de l’article de Wikipédia en anglais intitulé « Inaba Yoshimichi » (voir la liste des auteurs).